# Zhubijiang Shuiku
Zhubijiang Shuiku är en reservoar i Kina. Den ligger i provinsen Hainan, i den södra delen av landet, omkring 140 kilometer sydväst om provinshuvudstaden Haikou. Zhubijiang Shuiku ligger 91 meter över havet. Arean är 0,49 kvadratkilometer. I omgivningarna runt Zhubijiang Shuiku växer huvudsakligen savannskog. Den sträcker sig 1,8 kilometer i nord-sydlig riktning, och 0,6 kilometer i öst-västlig riktning.
Genomsnittlig årsnederbörd är 2 369 millimeter. Den regnigaste månaden är juli, med i genomsnitt 411 mm nederbörd, och den torraste är januari, med 20 mm nederbörd.